# Blame (chanson)
Pour les articles homonymes, voir Blame.
Singles de Calvin Harris
Summer 
(2014) Outside
(2014)
Blame (Reproche en français) est un single musical du DJ britannique Calvin Harris sorti en septembre 2014. La chanson a été produite en collaboration avec le chanteur John Newman. La version audio fut mise en ligne le 5 septembre 2014 , le clip le 12 septembre .

## Liste des pistes
| 1. | Blame | 3:32 |

| 1. | Blame   | 3:32 |
| 2. | C.U.B.A | 4:29 |

| 1. | Blame (Jacob Plant Remix) | 4:56 |
| 2. | Blame (R3hab Club Remix)  | 4:20 |
| 3. | Blame (R3hab Trap Remix)  | 3:32 |
| 4. | Blame (BURNS Remix)       | 4:17 |
| 5. | Blame (Extended Mix)      | 5:30 |

## Classement hebdomadaire
| Classement                              | Meilleure position |
| --------------------------------------- | ------------------ |
| Allemagne (Media Control AG)            | 4                  |
| Australie (ARIA)                        | 9                  |
| Autriche (Ö3 Austria Top 40)            | 4                  |
| Belgique (Flandre Ultratop 50 Airplay)  | 5                  |
| Belgique (Flandre Ultratop 50 Dance)    | 3                  |
| Belgique (Flandre Ultratop 50 Singles)  | 7                  |
| Belgique (Wallonie Ultratop 50 Airplay) | 1                  |
| Belgique (Wallonie Ultratop 50 Dance)   | 1                  |
| Belgique (Wallonie Ultratop 50 Singles) | 2                  |
| Danemark (Tracklisten)                  | 6                  |
| Écosse (OCC)                            | 1                  |
| Espagne (Promusicae)                    | 9                  |
| États-Unis (Hot 100)                    | 19                 |
| Finlande (Suomen virallinen lista)      | 1                  |
| France (SNEP)                           | 7                  |
| Irlande (IRMA)                          | 5                  |
| Italie (FIMI)                           | 4                  |
| Norvège (VG-lista)                      | 1                  |
| Nouvelle-Zélande (RMNZ)                 | 9                  |
| Pays-Bas (Nederlandse Top 40)           | 3                  |
| Royaume-Uni (UK Singles Chart)          | 1                  |
| Suède (Sverigetopplistan)               | 1                  |
| Suisse (Schweizer Hitparade)            | 4                  |